# Gavdopoula
Gavdopoula (in greco: Γαυδοπούλα), chiamata anche Anti-Gozzo è una isoletta della Grecia, situata a sud-ovest di Creta, appartenente all'unità periferica de La Canea.
L'isola è ricoperta di phrygana; assieme a Gozzo, è un'importante tappa per uccelli migratori quali il marangone dal ciuffo e l'assiolo.